# Giberto VIII da Correggio
Giberto VIII da Correggio (Correggio, 1530 – Correggio, 22 maggio 1580) è stato un militare italiano, conte di Correggio.

## Biografia
Era figlio di Manfredo II da Correggio, conte di Correggio e di Lucrezia d'Este (?-1546), figlia di Ercole d'Este di Sigismondo.
Fu uomo d'armi al servizio degli spagnoli ed ottenne il grado di generale. Fu amico dello scrittore Giovan Battista Possevino (1520-1549), fratello maggiore del celebre Antonio, che lo citò nell'opera Dialogo dell’honore.

## Matrimonio
Sposò il 14 maggio 1550 Claudia Rangoni, figlia del condottiero Claudio Rangoni (1508-1537) e di Lucrezia Pico (1505-1550). 
Nel 1566 fu lasciato dalla moglie che riparò a Roma, dove chiese l'annullamento del matrimonio, concessole da papa Pio V nel 1567. Giberto si recò nella città eterna con i suoi legali per la causa di divorzio e per la restituzione della dote, ma risultò perdente, anche grazie all'interessamento verso Claudia del cardinale Girolamo da Correggio, suo amante.
Morì nel 1580.

## Discendenza
Giberto e Claudia ebbero una figlia:
- Lucrezia (1554-?), durante i dissapori tra i genitori si fece monaca presso il monastero di santa Elisabetta a Mantova; dopo lo scioglimento del matrimonio, nel 1570 la madre Claudia promosse una causa contro l'ex marito per far sciogliere i voti della figlia.

## Ascendenza
|                           |                     |                      | Genitori              |  |  | Nonni |  |  | Bisnonni                |  |  | Trisnonni                |  |
|                           |                     |                      |                       |  |  |       |  |  | Manfredo I da Correggio |  |  | Gherardo VI da Correggio |  |
|                           |                     |                      |                       |  |  |       |  |  | Manfredo I da Correggio |  |  | Gherardo VI da Correggio |  |
|                           |                     | …                    |                       |  |  |       |  |  | Manfredo I da Correggio |  |  |                          |  |
| Borso da Correggio        |                     |                      |                       |  |  |       |  |  | Manfredo I da Correggio |  |  |                          |  |
|                           |                     | Agnese Pio           | Marco I Pio           |  |  |       |  |  |                         |  |  |                          |  |
|                           |                     | Agnese Pio           | Marco I Pio           |  |  |       |  |  |                         |  |  |                          |  |
|                           |                     | Agnese Pio           | Taddea de' Roberti    |  |  |       |  |  |                         |  |  |                          |  |
| Manfredo II da Correggio  |                     | Agnese Pio           |                       |  |  |       |  |  |                         |  |  |                          |  |
|                           |                     | Fritz di Brandeburgo | Giovanni l'Alchimista |  |  |       |  |  |                         |  |  |                          |  |
|                           |                     | Fritz di Brandeburgo | Giovanni l'Alchimista |  |  |       |  |  |                         |  |  |                          |  |
|                           |                     | Fritz di Brandeburgo | …                     |  |  |       |  |  |                         |  |  |                          |  |
| Francesca di Brandeburgo  |                     | Fritz di Brandeburgo |                       |  |  |       |  |  |                         |  |  |                          |  |
|                           |                     | …                    | …                     |  |  |       |  |  |                         |  |  |                          |  |
|                           |                     | …                    | …                     |  |  |       |  |  |                         |  |  |                          |  |
|                           |                     | …                    | …                     |  |  |       |  |  |                         |  |  |                          |  |
| Giberto VIII da Correggio |                     | …                    |                       |  |  |       |  |  |                         |  |  |                          |  |
|                           | Sigismondo I d'Este | Niccolò III d'Este   |                       |  |  |       |  |  |                         |  |  |                          |  |
|                           | Sigismondo I d'Este | Niccolò III d'Este   |                       |  |  |       |  |  |                         |  |  |                          |  |
|                           | Sigismondo I d'Este | Ricciarda di Saluzzo |                       |  |  |       |  |  |                         |  |  |                          |  |
| Ercole d'Este             | Sigismondo I d'Este |                      |                       |  |  |       |  |  |                         |  |  |                          |  |
|                           |                     | Cecilia Rachesi      | …                     |  |  |       |  |  |                         |  |  |                          |  |
|                           |                     | Cecilia Rachesi      | …                     |  |  |       |  |  |                         |  |  |                          |  |
|                           |                     | Cecilia Rachesi      | …                     |  |  |       |  |  |                         |  |  |                          |  |
| Lucrezia d'Este           |                     | Cecilia Rachesi      |                       |  |  |       |  |  |                         |  |  |                          |  |
|                           |                     | Carlo Sforza         | Galeazzo Maria Sforza |  |  |       |  |  |                         |  |  |                          |  |
|                           |                     | Carlo Sforza         | Galeazzo Maria Sforza |  |  |       |  |  |                         |  |  |                          |  |
|                           |                     | Carlo Sforza         | Lucrezia Landriani    |  |  |       |  |  |                         |  |  |                          |  |
| Angela Sforza             |                     | Carlo Sforza         |                       |  |  |       |  |  |                         |  |  |                          |  |
|                           |                     | Bianca Simonetta     | Angelo Simonetta      |  |  |       |  |  |                         |  |  |                          |  |
|                           |                     | Bianca Simonetta     | Angelo Simonetta      |  |  |       |  |  |                         |  |  |                          |  |
|                           |                     | Bianca Simonetta     | Francesca della Scala |  |  |       |  |  |                         |  |  |                          |  |
|                           |                     | Bianca Simonetta     |                       |  |  |       |  |  |                         |  |  |                          |  |